# Yaʿaḳov Meshorer
Yaʿaḳov Meshorer (* 14. August 1935 in Jerusalem; † 23. Juni 2004 ebenda) war ein israelischer Numismatiker und Klassischer Archäologe. Er war maßgeblich an der Etablierung der Numismatik als akademisches Fach in Israel beteiligt.

## Leben
Ya'akov Meshorers Interesse an der Antike und insbesondere an der Antiken Numismatik wurde schon im Kindesalter gelegt, als er außerhalb Jerusalems häufig Münzen fand. Nach seinem zweijährigen Militärdienst trat er 1956 in den Kibbuz Chazerim ein. Hier widmete er sich vermehrt seinem numismatischen Hobby und baute ein kleines Museum auf. 1960 begann er sein Studium an der Hebräischen Universität Jerusalem, das er 1966 nach dem schon erworbenen Bachelor in Archäologie mit dem Mastergrad in Archäologie und Jüdischer Geschichte abschloss. Während des Sechstagekriegs diente er beim israelischen Militär und wurde bei den Kämpfen verletzt. Später war er Verbindungsoffizier zu den UN-Truppen. 1969 wurde er Kurator der numismatischen Sammlung des Israel-Museums in Jerusalem und blieb in dieser Stellung bis 1993. An der Universität wurde er 1971 mit einer numismatischen Arbeit promoviert. Von 1975 bis 1982 und nochmals von 1990 bis 1996 war er Hauptkurator der archäologischen Sammlung des Museums. 1983 wurde Meshorer zusätzlich auf die Professur für Numismatik an der Hebräischen Universität berufen. 2000 ging er in Pension. Er starb im Alter von 69 Jahren, nachdem er sechs Jahre gegen eine Krebserkrankung angekämpft hatte.
Meshorers Forschungsschwerpunkt lag in der Beschäftigung mit den Münzen Palästinas und dessen Nachbarregionen. Er war derjenige, der die Münzen Palästinas erstmals systematisch erschlossen, bearbeitet und in mehreren Corpora zusammengestellt hat und damit einer größeren Nutzergruppe zugänglich machte. Er veröffentlichte 19 Monografien und mehr als 100 Aufsätze. Als Mitglied des Direktoriums der Israel Society for Medal and Coins konnte er seine Fachkenntnisse auch bei der Gestaltung der neuen modernen Münzen des israelischen Staates einbringen. Er war eine treibende Kraft dabei, die modernen Münzen des israelischen Staates an antiken Vorbildern zu orientieren, womit eine direkte tägliche Verbindung zwischen Moderne und Vergangenheit hergestellt wurde. Im Archaeological Council of the Israel Antiquities Authority wirkte er auch aktiv für die israelische Bodendenkmalpflege. Darüber hinaus war er an der Gründung zweier Museen beteiligt, die sich der Biblischen Archäologie widmeten: 1976 des Museums des Cleveland Jewish Community Center und 1984 des Hecht Museums der Universität Haifa. 2001 wurde ihm mit der Archer M. Huntington Medal eine der höchsten Auszeichnungen in der Numismatik zuerkannt. Auf Einladung der American Numismatic Society sowie des Jewish Theological Seminary weilte er in New York, an der Duke University in Durham, am British Museum in London und an der Bibliothèque nationale de France in Paris. Für sein Buch A Treasury of Jewish Coins From the Persian Period to Bar-Kochba wurde er 2003 mit dem Irene Levi-sala Book Prize in Archaeology of Israel ausgezeichnet. Ebenfalls 2003 wurde er beim 13. Internationalen Numismatischen Kongress in Madrid zum Ehrenmitglied des Council International Numismatic Commission gewählt. 2002 wurde am Israel Museum der Yaʿaḳov Meshorer Prize gestiftet, dessen erste Preisträger 2002 Andrew Burnett und 2006 Michel Amandry waren.

## Schriften (Auswahl)
Deutsch
- Münzen, Zeugen der Vergangenheit (= Einführung in die Archäologie.). Benziger, Zürich u. a. 1979, ISBN 3-545-32189-4 (Übersetzung von: Coins of the Ancient World.).
- Antike Münzen erzählen. = Les monnaies anciennes. Un témoignage. Israel-Museum, Jerusalem 2000, ISBN 965-278-259-9.

Englisch
- Jewish Coins of the Second Temple Period. Am Hassefer & Massada, Tel Aviv 1967.
- Coins of the Ancient World (= Lerner Archaeology Series. Digging Up the Past.). Retold for young readers by Richard L. Currier. Lerner Publishing Group, Minneapolis MN 1980, ISBN 0-8225-0835-4.
- Palestine – South Arabia (= Sylloge nummorum Graecorum. The Collection of the American Numismatic Society. 6). American Numismatic Society, New York NY 1981, ISBN 0-89722-187-7.
- Ancient Jewish Coinage. Band 1: Persian Period through Hasmonaeans. Amphora Books, Dix Hills NY 1982.
- Ancient Jewish Coinage. Band 2: Herod the Great through Bar Cochba. Amphora Books, Dix Hills NY 1982.
- City-Coins of Eretz-Israel and the Decapolis in the Roman Period. The Israel Museum, Jerusalem 1985, ISBN 965-278-036-7.
- The Coinage of Aelia Capitolina (= Israel Museum Catalog. 301) Israel Museum, Jerusalem 1989, ISBN 965-278-076-6.
- mit Shraga Qedar: The Coinage of Samaria in the Fourth Century BCE. Numismatics Fine Arts International, Jerusalem 1991, ISBN 0-9626987-1-7.
- TestiMoney. Israel Museum, Jerusalem 2000, ISBN 965-278-256-4.
- A Treasury of Jewish Coins. From the Persian Period to Bar Kokhba. Yad Ben-Zvi Press u. a., Jerusalem u. a. 2001, ISBN 965-217-189-1.
- mit Gabriela Bijovsky und Wolfgang Fischer-Bossert: Coins of the Holy Land. The Abraham and Marian Sofaer Collection at the American Numismatic Society and the Israel Museum (= Ancient Coins in North American collections. 8). 2 Bände. American Numismatic Society u. a., New York NY u. a. 2013, ISBN 978-0-89722-283-9.